# حطام سفينة مدغشقر 2021
في 20 ديسمبر 2021 غرقت سفينة شحن كانت تقل 130 راكبًا بشكل غير قانوني قبالة الساحل الشمالي الشرقي لمدغشقر. يُعتقد أن ثقبًا في الهيكل تسبب في غمر غرفة المحرك،مما جعل السفينة عرضة لحركة الأمواج. من بين 138 كانوا على متنها،تم التأكد من وفاة 86 ، مع بقاء 5 في عداد المفقودين.